# 偉氏擬寄居蟹
偉氏擬寄居蟹（学名：Parapagurus richeri）为擬寄居蟹科擬寄居蟹屬下的一个种。